# Blet
Blet est une commune française située dans le département du Cher, en région Centre-Val de Loire.

## Géographie
Situé à l'extrémité ouest de la vallée de Germigny, Blet est une petite cité rurale adonnée essentiellement à l'agriculture et à l'élevage.
Situé à l'extrémité du plateau crayeux de la Champagne Berrichonne à l'endroit où le bord se relève, le point le plus bas de la commune se situe au nord-ouest près de l'Airain à 175 mètres. Le profil s’élève vers le sud-est pour atteindre son point culminant à 255 mètres à la limite du village de Chaumont.
Blet se trouve sur la départementale 2076, sur l'axe Bourges – Sancoins – Moulins, qui relie le grand nord-ouest français, et notamment la Bretagne et la Vallée de la Loire et ses châteaux au grand sud-est, en particulier Auvergne-Rhône-Alpes et Provence-Alpes-Côte d'Azur.
La commune fait partie du canton de Nérondes ; en 2015, à la suite du redécoupage des cantons du département, elle fera partie du canton de la Guerche-sur-l'Aubois,.

## Géologie
La composition du terrain sur lequel repose Blet remonte dans son ensemble, à l'époque Cénozoïque. Elle est la limite du Bassin Parisien et du Massif central. La majeure partie de son sol est argileuse, calcaire, ou argilo-calcaire. Le terrain contient du quartz, beaucoup de fer et même du plomb. Dans ces régions se trouvent des fossiles, principalement des belemnites, des ammonites, des huîtres et des aptychus, à une profondeur moyenne de 0,80 mètre.

## Hydrographie
Outre la Velouze qui prend sa source dans la commune, à la font d'Anière, près du hameau de Bucière, traverse Charly et va se jeter dans la rivière dite de Blet, en bas de la Viaube, à proximité du lieu-dit Loumas; un autre bras se dirige vers Blet et prend la dénomination de "petite Velouze". On trouve un petit étang sur Blet nommé "le gouffre", en bas de la pente de Luceau, qui donne naissance à la rivière de Blet, au ruisseau du moulin, et à l'Oygipe, ce gouffre reçoit les eaux de ruissellement mais aussi des eaux souterraines infiltrées en amont par des fissures.
Il existe aussi un petit cours d'eau portant le nom de "fausse rivière" en limite Blet/Charly, qui serait probablement une résurgence de la Velouze.

### Climat
Pour des articles plus généraux, voir Climat du Centre-Val de Loire et Climat du Cher.
En 2010, le climat de la commune est de type climat océanique dégradé des plaines du Centre et du Nord, selon une étude du CNRS s'appuyant sur une série de données couvrant la période 1971-2000. En 2020, Météo-France publie une typologie des climats de la France métropolitaine dans laquelle la commune est exposée à un climat océanique altéré et est dans la région climatique  Centre et contreforts nord du Massif Central, caractérisée par un air sec en été et un bon ensoleillement. 
Pour la période 1971-2000, la température annuelle moyenne est de 10,9 °C, avec une amplitude thermique annuelle de 15,6 °C. Le cumul annuel moyen de précipitations est de 787 mm, avec 11,8 jours de précipitations en janvier et 7,5 jours en juillet. Pour la période 1991-2020, la température moyenne annuelle observée sur la station météorologique la plus proche, située sur la commune d'Ourouer-les-Bourdelins à 6 km à vol d'oiseau, est de 11,8 °C et le cumul annuel moyen de précipitations est de 791,0 mm,. Pour l'avenir, les paramètres climatiques de la commune estimés pour 2050 selon différents scénarios d'émission de gaz à effet de serre sont consultables sur un site dédié publié par Météo-France en novembre 2022.

## Urbanisme

### Typologie
Au 1er janvier 2024, Blet est catégorisée commune rurale à habitat dispersé, selon la nouvelle grille communale de densité à 7 niveaux définie par l'Insee en 2022.
Elle est située hors unité urbaine. Par ailleurs la commune fait partie de l'aire d'attraction de Bourges, dont elle est une commune de la couronne,. Cette aire, qui regroupe 111 communes, est catégorisée dans les aires de 50 000 à moins de 200 000 habitants,.

### Occupation des sols
L'occupation des sols de la commune, telle qu'elle ressort de la base de données européenne d’occupation biophysique des sols Corine Land Cover (CLC), est marquée par l'importance des territoires agricoles (90,2 % en 2018), une proportion sensiblement équivalente à celle de 1990 (90,3 %). La répartition détaillée en 2018 est la suivante : 
terres arables (54,3 %), prairies (35,8 %), forêts (7,6 %), zones urbanisées (1,4 %), milieux à végétation arbustive et/ou herbacée (0,8 %). L'évolution de l’occupation des sols de la commune et de ses infrastructures peut être observée sur les différentes représentations cartographiques du territoire : la carte de Cassini (XVIIIe siècle), la carte d'état-major (1820-1866) et les cartes ou photos aériennes de l'IGN pour la période actuelle (1950 à aujourd'hui).

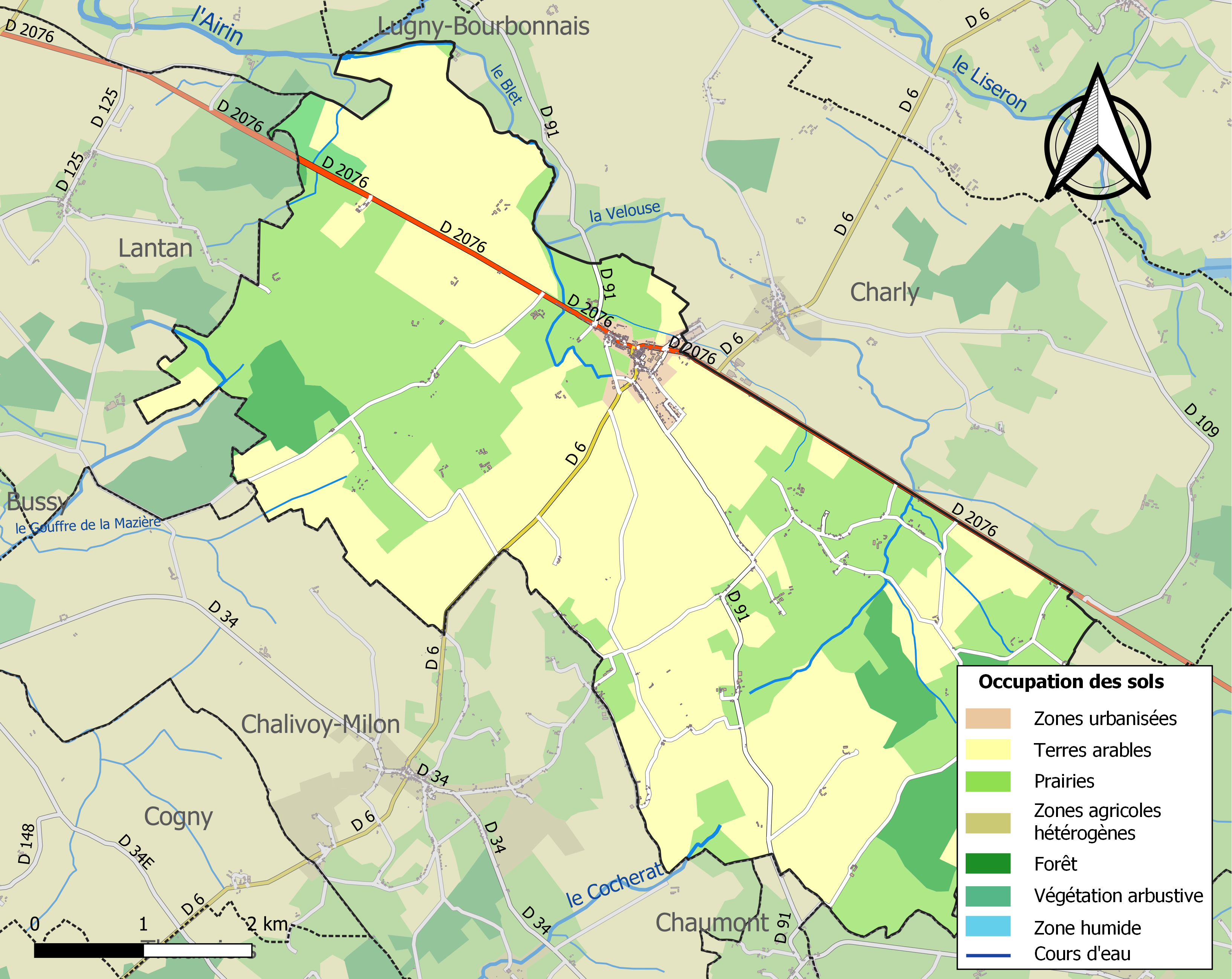
Carte des infrastructures et de l'occupation des sols de la commune en 2018 (CLC).

### Risques majeurs
Le territoire de la commune de Blet est vulnérable à différents aléas naturels : météorologiques (tempête, orage, neige, grand froid, canicule ou sécheresse), mouvements de terrains et séisme (sismicité faible). Il est également exposé à un risque technologique, le transport de matières dangereuses. Un site publié par le BRGM permet d'évaluer simplement et rapidement les risques d'un bien localisé soit par son adresse soit par le numéro de sa parcelle.

#### Risques naturels

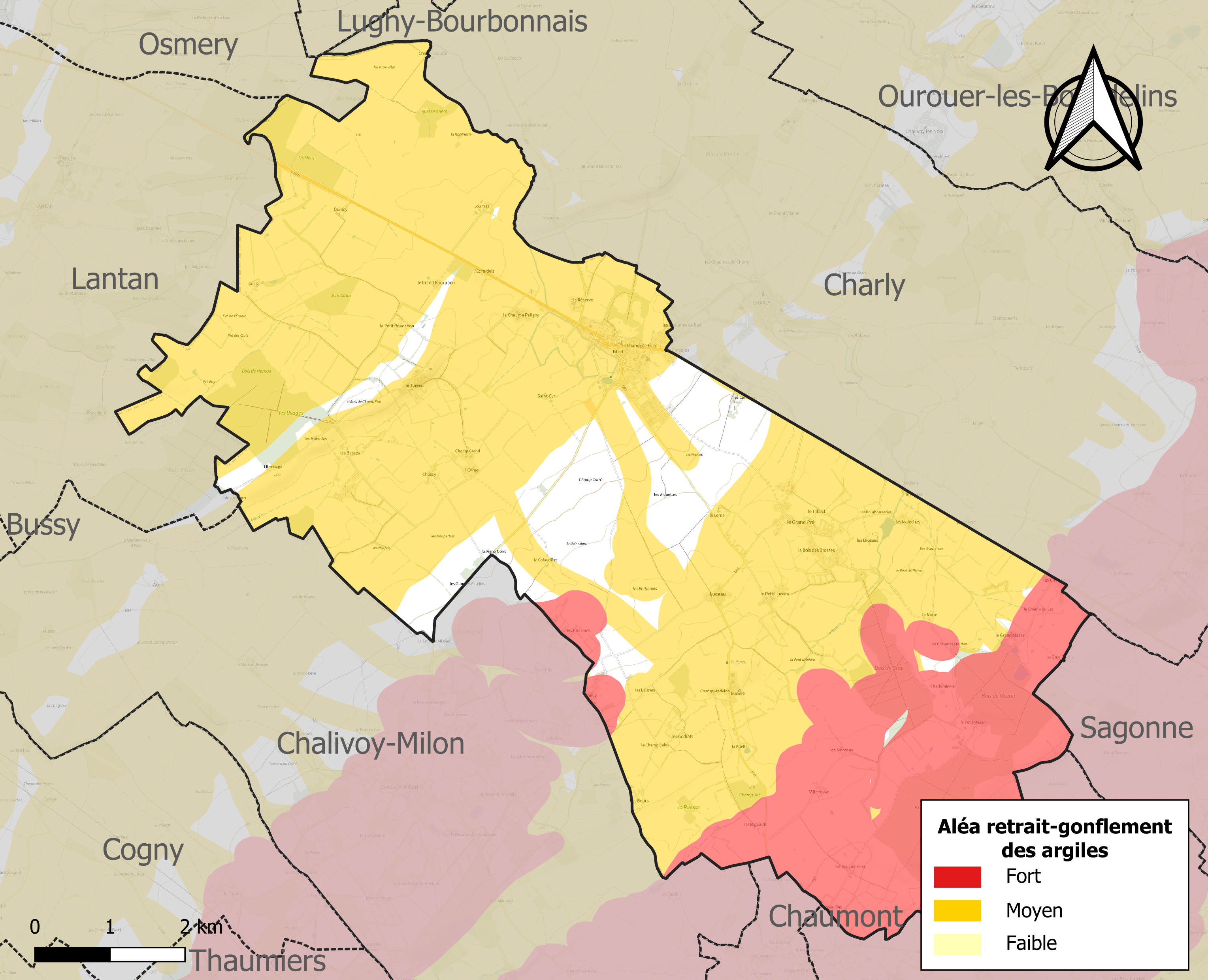
Carte des zones d'aléa retrait-gonflement des sols argileux de Blet.

La commune est vulnérable au risque de mouvements de terrains constitué principalement du retrait-gonflement des sols argileux. Cet aléa est susceptible d'engendrer des dommages importants aux bâtiments en cas d’alternance de périodes de sécheresse et de pluie. 89,2 % de la superficie communale est en aléa moyen ou fort (90 % au niveau départemental et 48,5 % au niveau national). Sur les 390 bâtiments dénombrés sur la commune en 2019, 384 sont en aléa moyen ou fort, soit 98 %, à comparer aux 83 % au niveau départemental et 54 % au niveau national. Une cartographie de l'exposition du territoire national au retrait gonflement des sols argileux est disponible sur le site du BRGM,.
Concernant les mouvements de terrains, la commune a été reconnue en état de catastrophe naturelle au titre des dommages causés par la sécheresse en 2018 et 2019 et par des mouvements de terrain en 1999.

#### Risques technologiques
Le risque de transport de matières dangereuses sur la commune est lié à sa traversée par des infrastructures routières ou ferroviaires importantes ou la présence d'une canalisation de transport d'hydrocarbures. Un accident se produisant sur de telles infrastructures est en effet susceptible d’avoir des effets graves au bâti ou aux personnes jusqu’à 350 m, selon la nature du matériau transporté. Des dispositions d’urbanisme peuvent être préconisées en conséquence.

## Toponymie
Blet se nomme "Bleth Ecclesia" vers 1100. En 1188, on trouve le nom de "Bleth", seul dans les archives dans l'abbaye de Chalivoy sur la paroisse d'Herry. En 1327, les comptes subsidiaires du diocèse de Bourges mentionnent "Capellanus de Bleto". En 1554, les archives du chapitre de Dun le Roy nous livrent le nom de "Bled" et en 1588, le Bureau des Finances de Bourges fait mention de "Blet le régulier", vraisemblablement en raison de sa dépendance de l'abbaye de Chalivoy du monastére de Plaimpied.

## Histoire
Au temps préhistorique, la plus grande partie de la région était recouverte d'une forêt d'un seul tenant, sur la Carte de Cassini dressée de 1750 à 1815, on constate que la région de Blet jouissait d'une place de choix dans le domaine écologique.
Sous l'empire romain, l'emplacement de Blet était traversé par la voie d'Avaricum (Bourges) à Augustodunum (Autun) par Tincontium (Sancoins)
En 1150, Ebbes de Charenton éleva une tour carrée sur une motte à proximité de la route. Un acte signé par lui rappelle l'existence de cette tour "Bletto in turri mea" : " À Blet dans ma tour, 1163"
Le village se développa autour du donjon de Blet, en 1434, il y eut un hôpital dans le quartier de la ferme de l'hôtel-Dieu et, en 1364, une maladrerie. Un prieuré placé sous le vocable de saint Cyr s'éleva à proximité du lieu-dit du même nom.
En 1363, Alix de Sully, dernière descendante de cette famille et héritière de la seigneurie de Blet, épousa Pierre de Saint-Quintin (chevalier, seigneur de Saint-Quintin, sénéchal de la Marche, fils de Gauvain Saint-Quintin). Celui-ci fut le premier des Saint-Quintin qui posséda la terre de Blet.
Des fortifications défendaient la petite ville à laquelle on avait accès par trois portes, à l'ouest la porte des moineaux vers Bourges, au Sud la porte de Richebourg vers Chalivoy-Millon et à l'est la poste du Bourbonnais vers Sancoins.
Blet est une seigneurie du Moyen Âge ayant appartenu à une branche cadette de la Maison de Sully, dont Alix, dame de Blet (1399), épouse de Philibert de Thianges, seigneur de Creuzet (1407).
Au XVIe siècle, elle appartient aux Saint-Quintin, puis passe par mariage aux Simiane au XVIIe siècle, aux Malon de Bercy au XVIIIe siècle, enfin par mariage aux Nicolaÿ au XIXe siècle.
En 1860, le marquis Aymard-Marie de Nicolaÿ, dernier propriétaire du château de Bercy, y transféra la partie de son mobilier qu'il n'avait pas vendu (certains meubles et tableaux ont été apportés par ses héritiers au château angevin de Brissac), avec certains éléments de sa magnifique décoration intérieure, comme les célèbres boiseries qui furent ensuite remontées dans plusieurs demeures prestigieuses françaises et étrangères, ainsi dans le grand salon du château de Bizy (Eure).
On y trouve une petite chapelle ; au plafond d’une des tours sont peints les blasons et initiales de chaque nom de famille qui a vécu dans le château de Blet.

## Politique et administration

### Liste des maires
| Période                                  | Période      | Identité                   | Étiquette | Qualité                                                                                       |
| ---------------------------------------- | ------------ | -------------------------- | --------- | --------------------------------------------------------------------------------------------- |
| Les données manquantes sont à compléter. |              |                            |           |                                                                                               |
| 1792                                     | 1803         | Pierre Le Conte            |           |                                                                                               |
| 1803                                     | 1824         | Louis Baujard              |           |                                                                                               |
| 1824                                     | 1827         | Henri Frédéric Bolle       |           | ancien capitaine d'infanterie, chevalier de l'ordre royal de la légion d'honneur.             |
| 1827                                     | 1830         | François Toubeau           |           |                                                                                               |
| 1830                                     | 1837         | François Jourdain          |           |                                                                                               |
| 1837                                     | 1840         | François Toubeau           |           |                                                                                               |
| 1840                                     | 1873         | Marquis Charles de Nicolaÿ |           |                                                                                               |
| 1873                                     | 1875         | Jean Chavy                 |           |                                                                                               |
| 1875                                     | 1881         | Marquis Aymard de Nicolaÿ  |           |                                                                                               |
| 1881                                     | 1884         | Gabriel Chatillon          |           |                                                                                               |
| 1884                                     | 1900         | Marquis Aymard de Nicolaÿ  |           |                                                                                               |
| 1900                                     | 1908         | François Fradel            |           |                                                                                               |
| 1908                                     | 1918         | Marquis Aymard de Nicolaÿ  |           |                                                                                               |
| 1918                                     | 1944         | Comte Gaston de Contades   | Rép.ind.  | Conseiller général du canton de Nérondes (1937-1940) Nommé conseiller départemental en 1943   |
| 1944                                     | 1953         | Eugène Vrin                |           |                                                                                               |
| 1953                                     | 1958         | Comte André de Contades    |           |                                                                                               |
| 1958                                     | 1959         | François Cocu              |           |                                                                                               |
| 1959                                     | 1962         | Gaston Julié               |           | Docteur                                                                                       |
| 1962                                     | 1965         | Jean Cordebois             |           |                                                                                               |
| 1965                                     | 2009         | Michel Bibanow             | PS        | Médecin Conseiller général du canton de Nérondes (1973-1985 et 2004-2009) décédé en fonctions |
| 2009                                     | 2015         | André Girard               | DVG       | Agriculteur retraité                                                                          |
| mars 2016                                | juillet 2020 | Loïc Cordebois             |           | Fonctionnaire de catégorie C                                                                  |
| juillet 2020                             | en cours     | Sandrine Proust,           |           | Cadre administrative et commerciale d'entreprise                                              |

### Politique environnementale
Dans son palmarès 2016, le Conseil National des Villes et Villages Fleuris de France a attribué une fleur à la commune au Concours des villes et villages fleuris.

## Démographie
L'évolution du nombre d'habitants est connue à travers les recensements de la population effectués dans la commune depuis 1793. Pour les communes de moins de 10 000 habitants, une enquête de recensement portant sur toute la population est réalisée tous les cinq ans, les populations de référence des années intermédiaires étant quant à elles estimées par interpolation ou extrapolation. Pour la commune, le premier recensement exhaustif entrant dans le cadre du nouveau dispositif a été réalisé en 2005.

En 2022, la commune comptait 565 habitants, en évolution de −2,42 % par rapport à 2016 (Cher : −2,48 %, France hors Mayotte : +2,11 %).
| 1793 | 1800 | 1806 | 1821 | 1831  | 1836  | 1841  | 1846  | 1851  |
| ---- | ---- | ---- | ---- | ----- | ----- | ----- | ----- | ----- |
| 787  | 841  | 902  | 883  | 1 063 | 1 229 | 1 340 | 1 440 | 1 631 |

| 1856  | 1861  | 1866  | 1872  | 1876  | 1881  | 1886  | 1891  | 1896  |
| ----- | ----- | ----- | ----- | ----- | ----- | ----- | ----- | ----- |
| 1 583 | 1 597 | 1 629 | 1 458 | 1 465 | 1 514 | 1 552 | 1 647 | 1 568 |

| 1901  | 1906  | 1911  | 1921  | 1926  | 1931 | 1936 | 1946 | 1954 |
| ----- | ----- | ----- | ----- | ----- | ---- | ---- | ---- | ---- |
| 1 510 | 1 363 | 1 320 | 1 167 | 1 015 | 970  | 950  | 869  | 884  |

| 1962 | 1968 | 1975 | 1982 | 1990 | 1999 | 2005 | 2006 | 2010 |
| ---- | ---- | ---- | ---- | ---- | ---- | ---- | ---- | ---- |
| 817  | 730  | 749  | 713  | 689  | 617  | 633  | 637  | 649  |

| 2015 | 2020 | 2022 | - | - | - | - | - | - |
| ---- | ---- | ---- | - | - | - | - | - | - |
| 587  | 563  | 565  | - | - | - | - | - | - |

## Culture locale et patrimoine

### Lieux et monuments
- L'église romane Saint-Germain[28], XIe, XIIe et XIXe siècles (Notice no PA00096652).
- Le château de Blet, XVe, XIXe. Réceptions et restaurant gastronomique[29].
- La halle, bâtie en 1821 par Jean-Ursin Aumeunier, maître charpentier (Notice no PA00125347).
- Le gouffre (étang communal) et son lavoir.

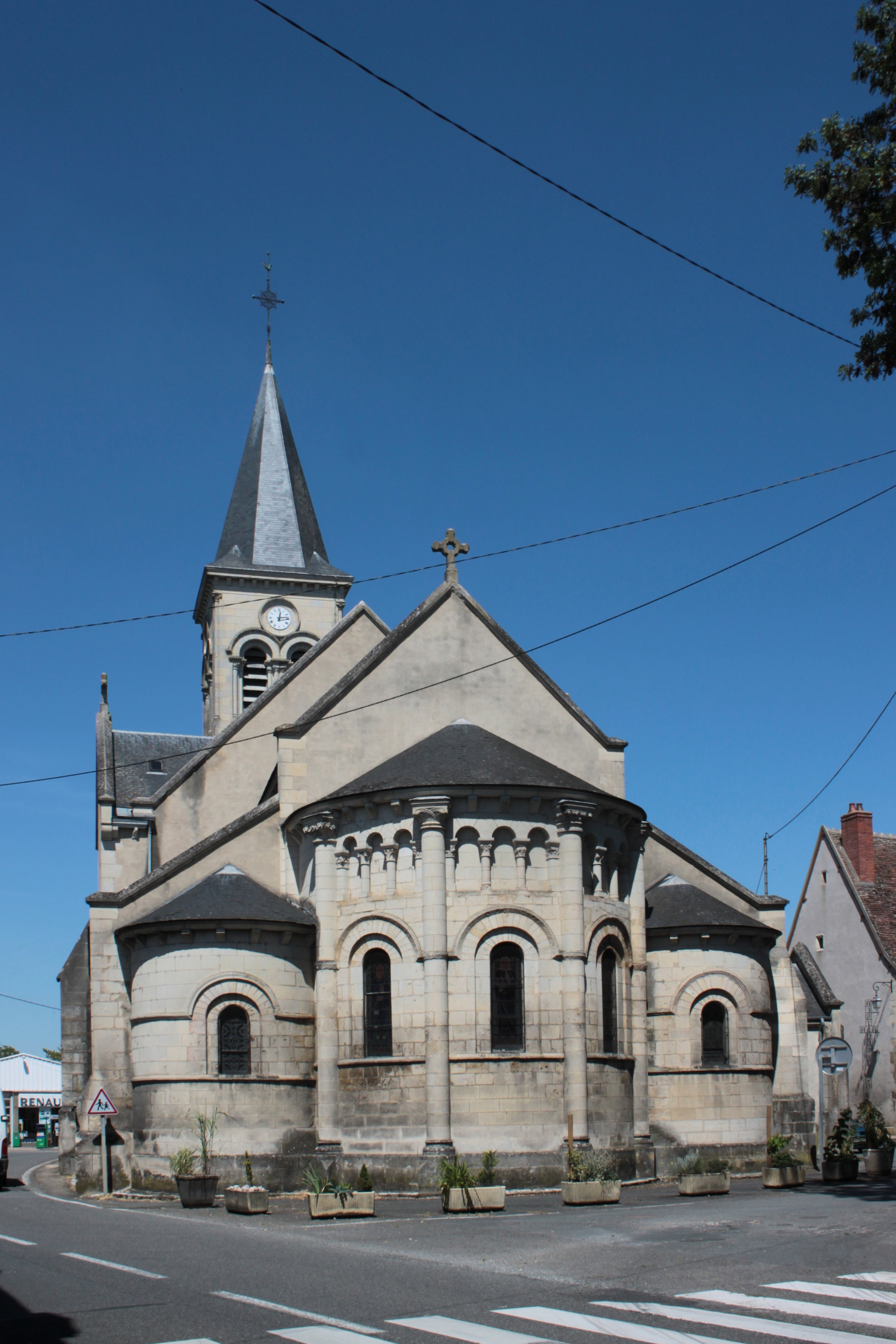
Église Saint-Germain, chevet.
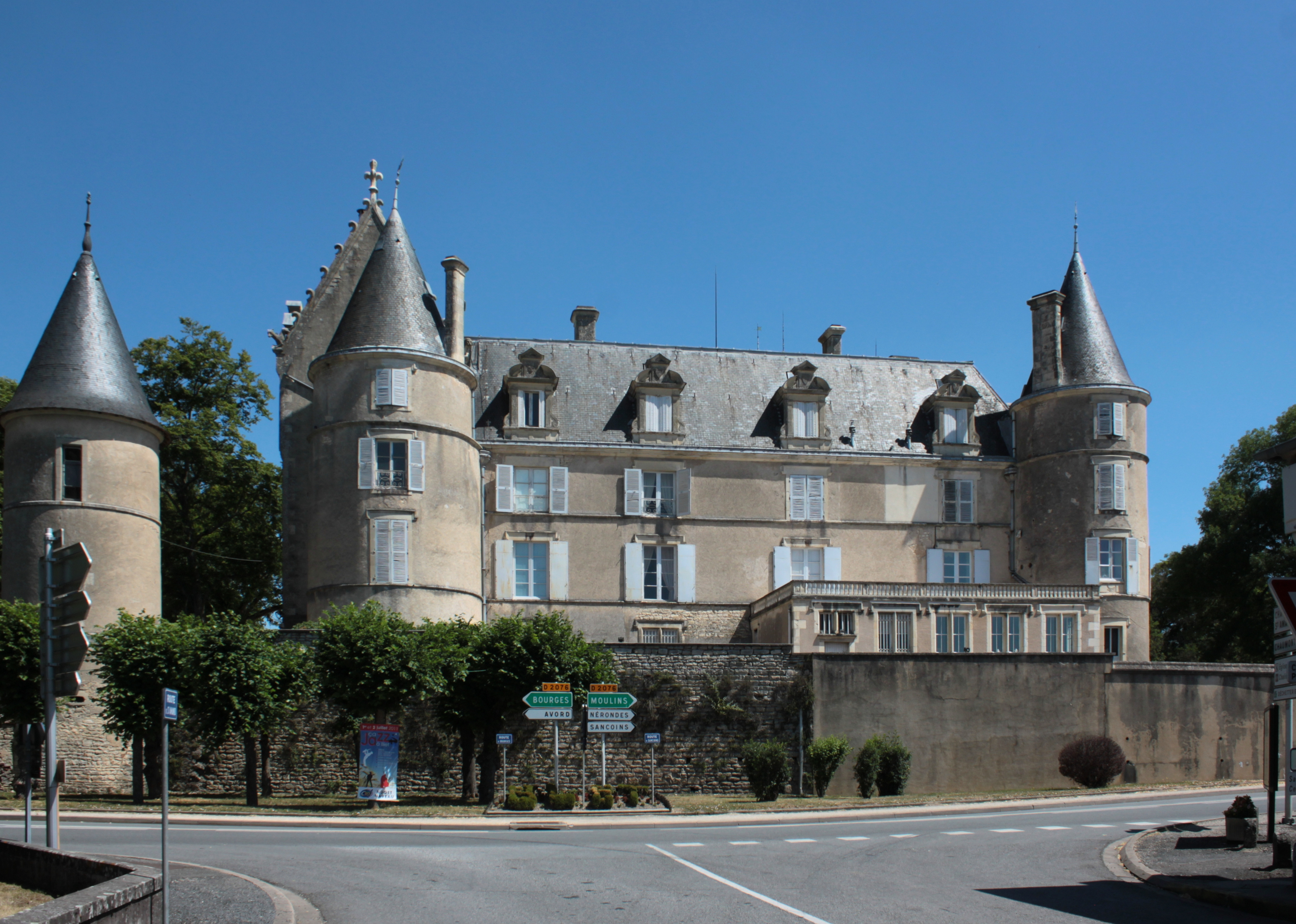
Château, façade sud-ouest.
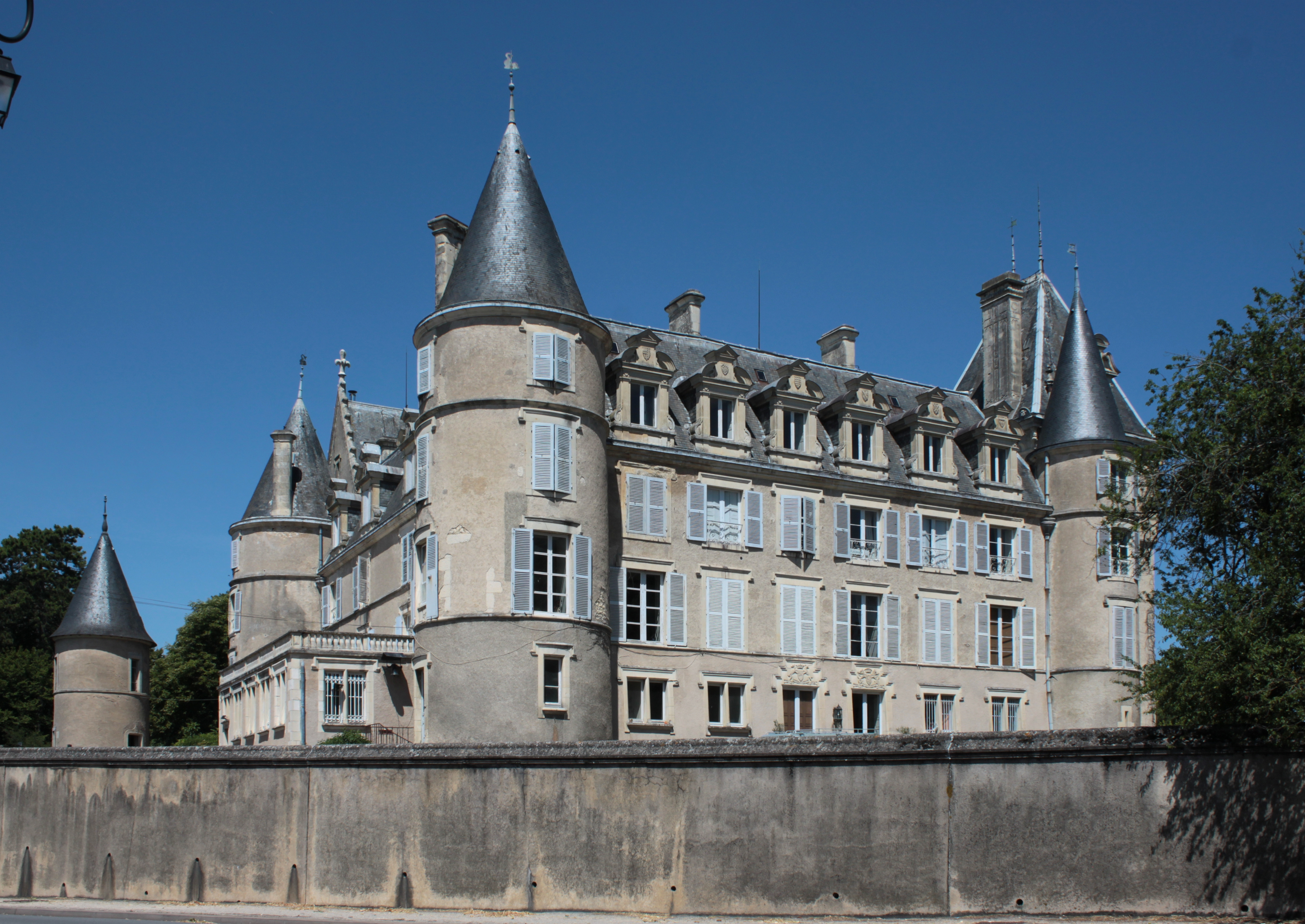
Château, façade sud-est.
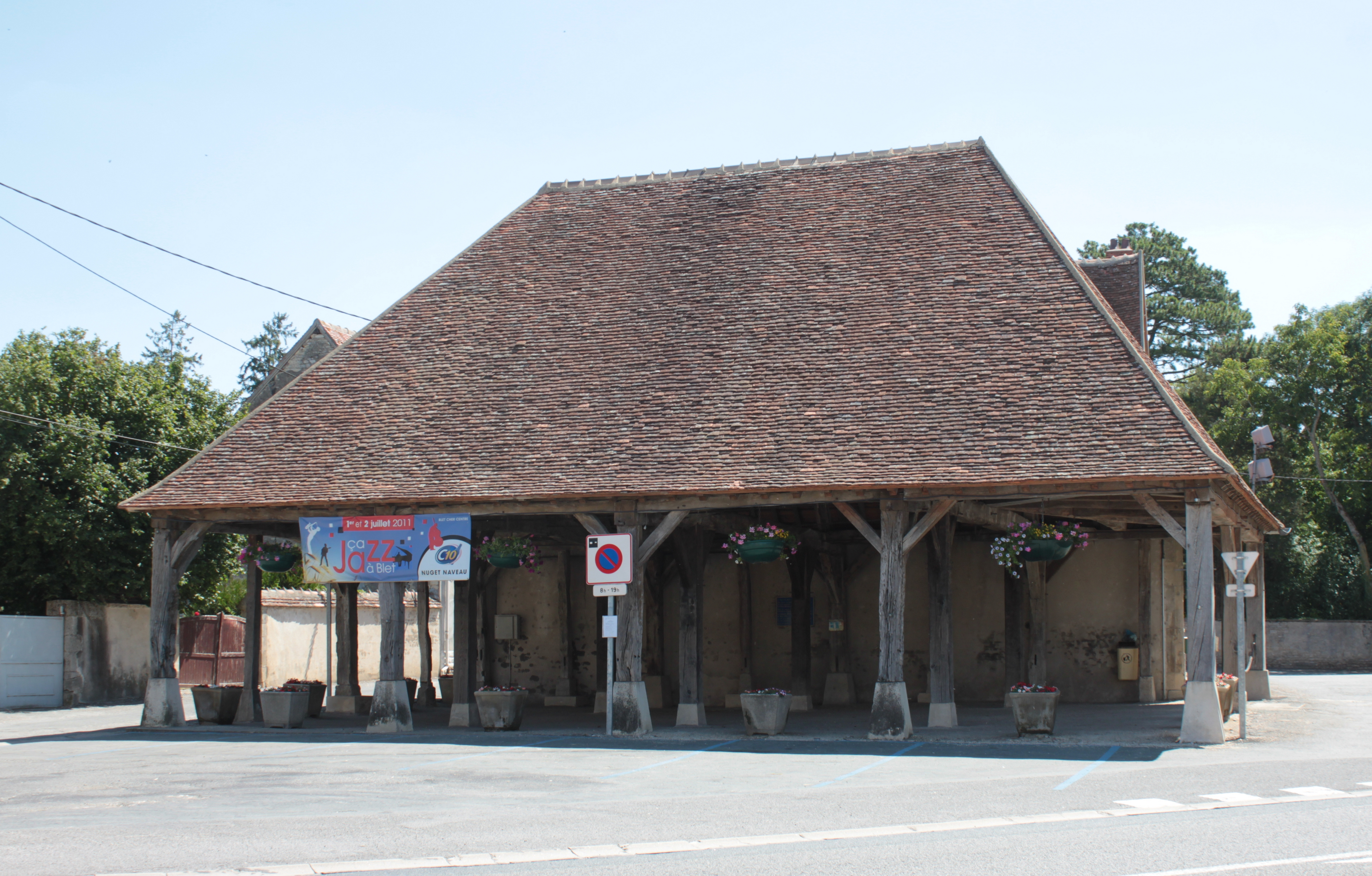
La halle.

### Personnalités liées à la commune
- Jules Richard (1862-1956), mathématicien né sur la commune.
- Joseph Vrin (1884-1957), libraire - éditeur à Paris, né sur la commune.